# Segunda Catalana
La Segunda Regional Catalana (o Segona Catalana) constituye el 8.º nivel de competición de la Liga Española de Fútbol, tras la remodelación de las divisiones mayores con la 1.ª, 2.ª y 3.ª RFEF; y el tercer nivel de las divisiones regionales en Cataluña tras la creación de la Lliga Elit como nueva máxima categoría catalana. Su organización corre a cargo de la Federación Catalana de Fútbol.

## Sistema de competición
La liga consiste en 6 grupos de 16 equipos (Grupos Correspondientes a Barcelona, Tarragona, Gerona y Lérida). Al término de la temporada, ascenderán los campeones de cada uno de los 6 grupos, mientras que los segundos y terceros clasificados jugarán una promoción de Ascenso.
Descienden a la Tercera Catalana los cuatro últimos clasificados de cada grupo, así como tantos equipos por provincia como descensos producidos desde Primera Catalana no compensados por ascensos de equipos de esa provincia.
Territorialmente, los grupos se dividen de la siguiente manera:
- Grupo 1 - Provincia de Gerona
- Grupos 2, 3 y 4 - Provincia de Barcelona
- Grupo 5 - Provincia de Lérida
- Grupo 6 - Provincia de Tarragona

## Campeones
| Temporada | Grupo 1                                                                | Grupo 2                                                                | Grupo 3                                                                | Grupo 4                                                                | Grupo 5                                                                | Grupo 6                                                                |
| --------- | ---------------------------------------------------------------------- | ---------------------------------------------------------------------- | ---------------------------------------------------------------------- | ---------------------------------------------------------------------- | ---------------------------------------------------------------------- | ---------------------------------------------------------------------- |
| 2023/24   | Juventus-Lloret FC                                                     | CF Singuerlín                                                          | CF Ciudad Cooperativa                                                  | Club Natació Terrassa                                                  | CF Balaguer                                                            | CF La Sénia                                                            |
| 2022/23   | División de la competición en 12 subgrupos, no hubo campeones grupales | División de la competición en 12 subgrupos, no hubo campeones grupales | División de la competición en 12 subgrupos, no hubo campeones grupales | División de la competición en 12 subgrupos, no hubo campeones grupales | División de la competición en 12 subgrupos, no hubo campeones grupales | División de la competición en 12 subgrupos, no hubo campeones grupales |
| 2021/22   | División de la competición en 12 subgrupos, no hubo campeones grupales | División de la competición en 12 subgrupos, no hubo campeones grupales | División de la competición en 12 subgrupos, no hubo campeones grupales | División de la competición en 12 subgrupos, no hubo campeones grupales | División de la competición en 12 subgrupos, no hubo campeones grupales | División de la competición en 12 subgrupos, no hubo campeones grupales |
| 2020/21   | División de la competición en 12 subgrupos, no hubo campeones grupales | División de la competición en 12 subgrupos, no hubo campeones grupales | División de la competición en 12 subgrupos, no hubo campeones grupales | División de la competición en 12 subgrupos, no hubo campeones grupales | División de la competición en 12 subgrupos, no hubo campeones grupales | División de la competición en 12 subgrupos, no hubo campeones grupales |
| 2019/20   | CE Bescanó                                                             | Unificación Llefià CF                                                  | Sant Cugat FC                                                          | CF Les Franqueses                                                      | FC Borges Blanques                                                     | CF Gandesa                                                             |
| 2018/19   | L'Escala FC                                                            | CE Mataró EF                                                           | Atlétic Sant Just FC                                                   | Parets CF                                                              | FC Alcarrás                                                            | UE Valls                                                               |
| 2017/18   | Girona FC "C"                                                          | EE Guineueta CF                                                        | CF Vilanova i la Geltrú                                                | CF Sabadell Nord                                                       | CFJ Mollerussa                                                         | Cambrils Unió CF                                                       |
| 2016/17   | CE Banyoles                                                            | FE Grama                                                               | CF Can Vidalet                                                         | FC Cardedeu                                                            | FC Borges Blanques                                                     | CD Tortosa                                                             |
| 2015/16   | UE Llagostera B                                                        | UE San Juan At. de Montcada                                            | FC Sant Cugat Esport                                                   | CP San Cristóbal                                                       | CA Alpicat                                                             | CF Cambrils                                                            |
| 2014/15   | CE Abadessenc                                                          | CE Mataró                                                              | CF Suburense                                                           | UE Tona                                                                | FC Andorra                                                             | CF Vilaseca                                                            |
| 2013/14   | FC L'Escala                                                            | UD Molletense                                                          | CF Juventud 25 de Septiembre                                           | CE Manresa                                                             | CFJ Mollerussa                                                         | CF Reddis                                                              |
| 2012/13   | CE Banyoles                                                            | CE Canyelles                                                           | UD Marianao Poblet                                                     | CE Sabadell FC B                                                       | CA Alpicat                                                             | UD Jesús i Maria                                                       |
| 2011/12   | UE La Jonquera                                                         | CE Vilassar de Dalt                                                    | UA Horta                                                               | EC Granollers                                                          | CE Cervera                                                             | CD Morell                                                              |
| 2010/11   | CF Lloret                                                              | FC Martinenc                                                           | Júnior FC                                                              | UD San Lorenzo                                                         | EFAC Almacelles                                                        | UE Valls                                                               |
| 2009/10   | UE Figueres                                                            | CE Júpiter                                                             | CF Barceloneta                                                         | CFA Gironella                                                          | CF Organyà                                                             | CF Reddis                                                              |
| 2008/09   | UE Olot                                                                | CE Premià de Dalt                                                      | Cerdanyola del Vallès FC                                               | UE Tona                                                                | CD Cervera                                                             | Atlètic Camp Clar                                                      |
| 2007/08   | CE Sant Hilari-Font Vella                                              | CE Canyelles                                                           | UE Sant Joan Despí                                                     | CE Sant Feliu Sasserra                                                 | UE Guissona                                                            | CDC Torreforta                                                         |
| 2006/07   | CF Amer                                                                | CF Ripollet                                                            | CF Olesa                                                               | FC Palau-solità i Plegamans                                            | CFJ Mollerussa                                                         | CD Roquetenc                                                           |
| 2005/06   | UE Llagostera                                                          | FC Martinenc                                                           | CD Olímpic Can Fatjó                                                   | CF Parets                                                              | UE Guissona                                                            | Vilaseca CF                                                            |
| 2004/05   | CF Ripoll                                                              | Gimnàstica Iberiana                                                    | UD Vista Alegre                                                        | UE Canovelles                                                          | CF Organyà                                                             | CF Jesús Catalònia                                                     |
| 2003/04   | CD Blanes                                                              | La Florida CF                                                          | FC Sant Cugat Esport                                                   | CF Mollet UE                                                           | CFJ Mollerussa                                                         | CF Amposta                                                             |
| 2002/03   | CE Farners                                                             | UD Polvoritense La Marina                                              | Vilanova del Camí CF                                                   | UD Taradell                                                            | CF Pobla de Segur                                                      | CF Cambrils                                                            |
| 2001/02   | FC L'Escala                                                            | PB Anguera                                                             | CE Júpiter B                                                           | CD Can Parellada                                                       | FC La Seu d'Urgell                                                     | CA Roda de Barà                                                        |
| 2000/01   | AE Roses                                                               | CF Alella                                                              | CD Marianao Poblet                                                     | CE Sant Celoni                                                         | UE Guissona                                                            | UE Rapitenca                                                           |
| 1999/00   | FE Figueres                                                            | Alzamora CF                                                            | UE Martorell                                                           | CE Berga                                                               | CF Juneda                                                              | CF Llorenç                                                             |
| 1998/99   | CF Pals                                                                | CF Muntanyesa                                                          | CF Vilanova i la Geltrú                                                | UE Castellar                                                           | CFJ Mollerussa                                                         | CD Roquetenc                                                           |
| 1997/98   | UE Marca de l'Ham                                                      | CF Singuerlín                                                          | UE Sitges                                                              | CF Olesa de Montserrat                                                 | FC Alcarràs                                                            | CF Pobla de Mafumet                                                    |
| 1996/97   | CF Peralada                                                            | FC Cardedeu                                                            | Santa Eulàlia Joventut                                                 | CFA Gironella                                                          | UE Bordeta de Lleida                                                   | CF Cambrils                                                            |
| 1995/96   | UE Caldes                                                              | CF Singuerlín                                                          | FC Levante Las Planas                                                  | CF San Julián                                                          | FC Ribera d'Ondara                                                     | JD Ascó                                                                |
| 1994/95   | CF Amer                                                                | CA Vallès                                                              | UE Sant Ildefons                                                       | FC Sant Quirze del Vallès                                              | UE Bordeta de Lleida                                                   | CD Ginestar                                                            |
| 1993/94   | CF Sils                                                                | CD Masnou                                                              | CD Tregurà                                                             | CF Ripollet                                                            | CE Artesa de Segre                                                     | UD Torredembarra                                                       |
| 1992/93   | CE Anglès                                                              | FC Palau de Plegamans                                                  | CA Iberia                                                              | UD San Mauro                                                           | UE Lleida B                                                            | CF Pobla de Mafumet                                                    |
| 1991/92   | CE Abadessenc                                                          | CD Verdiblanca de Mataró                                               | CF Gavà                                                                | CF Olesa de Montserrat                                                 | CF Tremp                                                               | CD Alcanar                                                             |
| 1990/91   | CF Salt                                                                | UD Cerdanyola de Mataró                                                | UD Cornellà                                                            | CE Cerdanyola del Vallès                                               | FC Borges Blanques                                                     | CD La Cava                                                             |
| 1989/90   | CF Arbúcies                                                            | UE Vilassar de Mar                                                     | CF Barceloneta                                                         | CE Sabadell FC B                                                       | CF Artesa de Segre                                                     | UE Valls                                                               |
| 1988/89   | FC Palafrugell                                                         | CE Premià                                                              | FC Levante Las Planas                                                  | Peña Los Merengues Club                                                | Aitona CF                                                              | CA Roda de Barà                                                        |
| 1987/88   | FC Cristinenc                                                          | CD Malgrat                                                             | UE Rubí                                                                | Unió Bonaire CF                                                        | FC Borges Blanques                                                     | CDC Torreforta                                                         |
| 1986/87   | CE Abadessenc                                                          | CF Muntanyesa                                                          | UE Rayo Esplugues                                                      | UD Sant Joan de Vilatorrada                                            | CD Alcarràs                                                            | UE Remolins-Bítem                                                      |
| 1985/86   | AC Hostalric                                                           | CD Adrianense                                                          | CE Sant Cugat                                                          | CE Cerdanyola del Vallès                                               | UE Lleida B                                                            | Joventut Bisbalenca CF                                                 |
| 1984/85   | AD Guíxols                                                             | Milán CF                                                               | FC Santfeliuenc                                                        | CE Berga                                                               | CF Balaguer                                                            | CF Ampolla                                                             |
| 1983/84   | Vilobí CF                                                              | FC Martinenc                                                           | UE Castelldefels                                                       | CF Cardona                                                             | -                                                                      | -                                                                      |
| 1982/83   | Palamós CF                                                             | CF Joventut de Mollerussa                                              | AE Prat                                                                | Español Promeses                                                       | -                                                                      | -                                                                      |
| 1981/82   | CE Farners                                                             | UE Rubí                                                                | Gimnàstica Iberiana                                                    | AEC Manlleu                                                            | -                                                                      | -                                                                      |
| 1980/81   | CD Banyoles                                                            | CP San Cristóbal                                                       | CD Tortosa                                                             | -                                                                      | -                                                                      | -                                                                      |
| 1979/80   | CF Muntanyesa                                                          | CE Manresa                                                             | AC Baronense                                                           | -                                                                      | -                                                                      | -                                                                      |
| 1978/79   | CE Mataró                                                              | CF Cardona                                                             | CF Cambrils                                                            | -                                                                      | -                                                                      | -                                                                      |
| 1977/78   | UDA Gramenet                                                           | CF Olímpic La Garriga                                                  | UE Viladecans                                                          | -                                                                      | -                                                                      | -                                                                      |
| 1976/77   | CE Sant Celoni                                                         | EC Granollers                                                          | FC Santboià                                                            | -                                                                      | -                                                                      | -                                                                      |
| 1975/76   | UA Horta                                                               | CD Oliana                                                              | CA Iberia                                                              | -                                                                      | -                                                                      | -                                                                      |
| 1974/75   | CD Malgrat                                                             | CD Montcada                                                            | CF Gavà                                                                | -                                                                      | -                                                                      | -                                                                      |
| 1973/74   | Palamós CF                                                             | CF Olesa de Montserrat                                                 | CF Barcelona Aficionats                                                | -                                                                      | -                                                                      | -                                                                      |
| 1972/73   | UE Olot                                                                | UE Vic                                                                 | CD Alcanar                                                             | -                                                                      | -                                                                      | -                                                                      |
| 1971/72   | UD Artiguense                                                          | CD Oliana                                                              | CE L'Hospitalet                                                        | -                                                                      | -                                                                      | -                                                                      |
| 1970/71   | CD Blanes                                                              | FC Andorra                                                             | CA Iberia                                                              | -                                                                      | -                                                                      | -                                                                      |
| 1969/70   | CD Banyoles                                                            | CE Sabadell Amateur                                                    | CF Amposta                                                             | -                                                                      | -                                                                      | -                                                                      |
| 1968/69   | CD Masnou                                                              | UE Rubí                                                                | AE Prat                                                                | -                                                                      | -                                                                      | -                                                                      |
| 1967/68   | UDA Gramenet                                                           | FC Santboià                                                            | -                                                                      | -                                                                      | -                                                                      | -                                                                      |
| 1966/67   | FC Palafrugell                                                         | CF Gavà                                                                | -                                                                      | -                                                                      | -                                                                      | -                                                                      |
| 1965/66   | CF Lloret                                                              | CF Igualada                                                            | -                                                                      | -                                                                      | -                                                                      | -                                                                      |
| 1964/65   | CE Júpiter                                                             | CF Vilanova i la Geltrú                                                | -                                                                      | -                                                                      | -                                                                      | -                                                                      |
| 1963/64   | UE Olot                                                                | CF Balaguer                                                            | -                                                                      | -                                                                      | -                                                                      | -                                                                      |
| 1962/63   | UE Olot                                                                | CF Ripoll                                                              | FC Borges Blanques                                                     | -                                                                      | -                                                                      | -                                                                      |
| 1961/62   | CF Calella                                                             | UE Vic                                                                 | FC Vilafranca                                                          | -                                                                      | -                                                                      | -                                                                      |
| 1960/61   | CE Sant Celoni                                                         | CF Igualada                                                            | -                                                                      | -                                                                      | -                                                                      | -                                                                      |
| 1959/60   | CD Adrianense                                                          | CF Reus Deportiu                                                       | -                                                                      | -                                                                      | -                                                                      | -                                                                      |
| 1958/59   | CF Ripoll                                                              | CE Júpiter                                                             | -                                                                      | -                                                                      | -                                                                      | -                                                                      |
| 1957/58   | CD Sant Cugat                                                          | CF Gavà                                                                | -                                                                      | -                                                                      | -                                                                      | -                                                                      |
| 1956/57   | CD Banyoles                                                            | CF Balaguer                                                            | -                                                                      | -                                                                      | -                                                                      | -                                                                      |
| 1955/56   | CD Fabra y Coats                                                       | CE Sallent                                                             | -                                                                      | -                                                                      | -                                                                      | -                                                                      |
| 1954/55   | UD Artiguense                                                          | CA Poble Nou                                                           | -                                                                      | -                                                                      | -                                                                      | -                                                                      |
| 1953/54   | CF Amposta                                                             | -                                                                      | -                                                                      | -                                                                      | -                                                                      | -                                                                      |
| 1952/53   | CF Reus Deportiu                                                       | -                                                                      | -                                                                      | -                                                                      | -                                                                      | -                                                                      |
| 1951/52   | UA Horta                                                               | -                                                                      | -                                                                      | -                                                                      | -                                                                      | -                                                                      |
| 1950/51   | CE Europa                                                              | -                                                                      | -                                                                      | -                                                                      | -                                                                      | -                                                                      |
| 1949/50   | CD Condal                                                              | -                                                                      | -                                                                      | -                                                                      | -                                                                      | -                                                                      |
| 1948/49   | CD Tortosa                                                             | -                                                                      | -                                                                      | -                                                                      | -                                                                      | -                                                                      |
| 1947/48   | CE Mataró                                                              | -                                                                      | -                                                                      | -                                                                      | -                                                                      | -                                                                      |
| 1946/47   | UE Sant Andreu                                                         | -                                                                      | -                                                                      | -                                                                      | -                                                                      | -                                                                      |
| 1945/46   | CF Igualada                                                            | -                                                                      | -                                                                      | -                                                                      | -                                                                      | -                                                                      |
| 1944/45   | CF Badalona                                                            | -                                                                      | -                                                                      | -                                                                      | -                                                                      | -                                                                      |
| 1943/44   | CD Júpiter                                                             | -                                                                      | -                                                                      | -                                                                      | -                                                                      | -                                                                      |
| 1942/43   | CD Granollers                                                          | -                                                                      | -                                                                      | -                                                                      | -                                                                      | -                                                                      |
| 1941/42   | CD Tarrasa                                                             | -                                                                      | -                                                                      | -                                                                      | -                                                                      | -                                                                      |
| 1940/41   | Vich FC                                                                | -                                                                      | -                                                                      | -                                                                      | -                                                                      | -                                                                      |
| 1939/40   | UE Sant Andreu                                                         | -                                                                      | -                                                                      | -                                                                      | -                                                                      | -                                                                      |

## Palmarés

### 6 campeonatos
| Provincia | Campeones      | Temporada y Grupo                                 |
| --------- | -------------- | ------------------------------------------------- |
| Lérida    | CFJ Mollerussa | (1983 II, 1999 V, 2004 V, 2007 V, 2014 V, 2018 V) |

### 5 campeonatos
| Provincia | Campeones   | Temporada y Grupo                        |
| --------- | ----------- | ---------------------------------------- |
| Gerona    | CE Banyoles | (1957 I, 1970 I, 1981 I, 2013 I, 2017 I) |

### 4 campeonatos
| Provincia | Campeones                                                                | Temporada y Grupo |
| --------- | ------------------------------------------------------------------------ | --- |
| Barcelona | CF Gavà CF Olesa de Montserrat FC Sant Cugat Esport CE Júpiter CE Mataró | (1958 II, 1967 II, 1975 III, 1992 III) (1974 II, 1992 IV, 1998 IV, 2007 III) (1958 I, 1986 III, 2004 III, 2016 III) (1944, 1959 II, 1965 I, 2010 II) (1948, 1979 I, 2015 II, 2019 II) |
| Gerona    | UE Olot                                                                  | (1963 I, 1964 I, 1973 I, 2009 I) |
| Lérida    | FC Borges Blanques CF Balaguer                                           | (1963 III, 1988 V, 1991 V, 2017 V) (1957 II, 1964 II, 1985 V, 2024 V) |
| Tarragona | CF Cambrils                                                              | (1979 III, 1997 VI, 2003 VI, 2016 VI) |

### 3 campeonatos
| Provincia | Campeones | Temporada y Grupo |
| --------- | --- | --- |
| Barcelona | CF Igualada UE Rubí CA Iberia CF Montañesa CE Sant Celoni Cerdanyola del Vallès FC CF Barceloneta FC Martinenc CE Sabadell FC B UA Horta EC Granollers UE Vic CF Vilanova i la Geltrú CF Singuerlín | (1946, 1961 II, 1966 II) (1969 II, 1982 II, 1988 III) (1971 III, 1976 III, 1993 III) (1980 I, 1987 II, 1999 II) (1961 I, 1977 I, 2001 IV) (1986 IV, 1991 IV, 2009 III) (1990 III, 2008 II, 2010 III) (1984 II, 2006 II, 2011 II) (1970 II, 1990 IV, 2013 IV) (1952, 1976 I, 2012 III) (1943, 1977 II, 2012 IV) (1941, 1962 II, 1973 II) (1965 II, 1999 III, 2018 III) (1996 II, 1998 II, 2024 II) |
| Gerona    | CF Ripoll CE Abadessenc FC L'Escala | (1959 I, 1963 II, 2005 I) (1987 I, 1992 I, 2015 I) (2002 I, 2014 I, 2019 I) |
| Tarragona | CF Amposta CD Tortosa UE Valls | (1954, 1970 III, 2004 VI) (1949, 1981 III, 2017 VI) (1990 VI, 2011 VI, 2019 VI) |

### 2 campeonatos
| Provincia | Campeones | Temporada y Grupo |
| --------- | --- | --- |
| Barcelona | UE Sants UE Sant Andreu CE Europa UD Artiguense FC Santboià UDA Gramenet AE Prat CF Cardona CD Adrianense CD Malgrat CD Masnou FC Levante Las Planas CE Berga Gimnàstica Iberiana FC Palau-solità i Plegamans CF Ripollet CF Atlètic Gironella UD Marianao Poblet CE Manresa UE Tona CP San Cristóbal FC Cardedeu CF Parets | (1944, 1945) (1940, 1947) (1943, 1951) (1955 I, 1972 I) (1968 II, 1977 III) (1968 I, 1978 I) (1969 III, 1983 III) (1979 II, 1984 IV) (1960 I, 1986 II) (1975 I, 1988 II) (1969 I, 1994 II) (1989 III, 1996 III) (1985 IV, 2000 IV) (1982 III, 2005 II) (1993 II, 2007 IV) (1994 IV, 2007 II) (1997 IV, 2010 IV) (2001 III, 2013 III) (1980 II, 2014 IV) (2009 IV, 2015 IV) (1981 II, 2016 IV) (1997 II, 2017 IV) (2006 IV, 2019 IV) |
| Gerona    | Palamós CF FC Palafrugell CE Farners CD Blanes CF Amer CF Lloret | (1974 I, 1983 I) (1967 I, 1989 I) (1982 I, 2003 I) (1971 I, 2004 I) (1995 I, 2007 I) (1966 I, 2011 I) |
| Lérida    | CD Oliana UE Lleida B CE Artesa de Segre UE Bordeta de Lleida UE Guissona CF Organyà CE EFAC Almacelles CD Cervera CA Alpicat FC Andorra | (1972 II, 1976 II) (1986 V, 1993 V) (1990 V, 1994 V) (1995 V, 1997 V) (2001 V, 2006 V) (2005 V, 2010 V) (2008 V, 2011 V) (2009 V, 2012 V) (2013 V, 2016 V) (1971 II, 2015 V) |
| Tarragona | CF Reus Deportiu CD Alcanar CF Pobla de Mafumet CA Roda de Barà CD Roquetenc CDC Torreforta CF Reddis CF Vilaseca | (1953, 1960 II) (1973 III, 1992 VI) (1993 VI, 1998 VI) (1989 VI, 2002 VI) (1999 VI, 2007 VI) (1988 VI, 2008 VI) (2010 VI, 2014 VI) (2006 VI, 2015 VI) |

### 1 campeonato
| Provincia | Campeones | Temporada y Grupo |
| --------- | --- | --- |
| Barcelona | CD Condal CA Poble Nou CD Fabra y Coats CE Sallent FC Vilafranca CE L'Hospitalet CF Barcelona Amateur CD Montcada CF Olímpic La Garriga UE Viladecans AC Baronense AEC Manlleu RCD Español Promesas UE Castelldefels Milán CD FC Santfeliuenc UE Rayo Esplugues UD Sant Joan de Vilatorrada CE Premià Peña Los Merengues Club UE Vilassar de Mar UD Cornellà UD San Mauro CD Tregurà CA Vallès UE Sant Ildefons FC Sant Quirze del Vallès CF San Julián CF Santa Eulàlia Joventut UE Sitges UE Castellar Alzamora CF UE Martorell CF Alella PB Anguera FP Júpiter CD Can Parellada UD Polvoritense La Marina Vilanova del Camí CF UD Taradell La Florida CF CF Mollet UE UD Vista Alegre CF Calella Unió Bonaire CF UD Cerdanyola de Mataró CD Verdiblanca de Mataró UE Canovelles CD Olímpic Can Fatjó UE Sant Joan Despí CE Sant Feliu Sasserra CE Premià de Dalt Júnior FC UD San Lorenzo CE Vilassar de Dalt CE Canyelles UD Molletense CF Juventud 25 de Septiembre CF Suburense UE San Juan At. de Montcada FE Grama CF Can Vidalet CF Sabadell Nord EE Guineueta CF Atlétic Sant Just FC CF Ciudad Cooperativa Club Natació Terrassa | (1950) (1955 II) (1956 I) (1956 II) (1962 I) (1962 III) (1972 III) (1974 III) (1977 II) (1978 II) (1980 II) (1981 II) (1982 IV) (1983 IV) (1984 III) (1985 II) (1985 III) (1987 III) (1987 IV) (1988 IV) (1989 II) (1989 IV) (1990 II) (1991 II) (1991 III) (1992 II) (1993 IV) (1994 III) (1995 III) (1998 IV) (1999 IV) (1997 II) (1997 III) (1998 III) (2000 II) (2000 III) (2001 II) (2001 III) (2002 II) (2002 III) (2002 IV) (2003 II) (2003 III) (2003 IV) (2004 II) (2004 IV) (2005 III) (2005 IV) (2006 III) (2008 III) (2008 IV) (2009 II) (2011 III) (2011 IV) (2012 II) (2013 II) (2014 II) (2014 III) (2015 III) (2016 II) (2017 II) (2017 III) (2018 IV) (2018 II) (2019 III) (2024 III) (2024 IV) |
| Gerona    | Vilobí CF AC Hostalric FC Cristinenc CF Arbúcies CF Salt CE Anglès CF Sils UE Caldes de Malavella CF Peralada UE Marca de l'Ham CF Pals FE Figueres AE Roses UE Llagostera CE Sant Hilari UE Figueres UE La Jonquera UE Llagostera B Girona FC "C" Juventus-Lloret FC | (1984 I) (1986 I) (1988 I) (1990 I) (1991 I) (1993 I) (1994 I) (1996 I) (1997 I) (1998 I) (1999 I) (2000 I) (2001 I) (2006 I) (2008 I) (2010 I) (2012 I) (2016 I) (2018 I) (2024 I) |
| Lérida    | CD Alfarràs Aitona CF CF Tremp FC Ribera d'Ondara FC Alcarràs CF Juneda FC La Seu d'Urgell CF Pobla de Segur FC Alcarrás | (1987 V) (1989 V) (1992 V) (1996 V) (1998 V) (2000 V) (2002 V) (2003 V) (2019 V) |
| Tarragona | CF Ampolla Joventut Bisbalenca CF UE Remolins-Bítem CD La Cava UD Torredembarra CD Ginestar JD Ascó CF Llorenç UE Rapitenca CF Jesús Catalònia Atlètic Camp Clar CD Morell UD Jesús i Maria Cambrils Unió CF CF La Sénia | (1985 VI) (1986 VI) (1987 VI) (1991 VI) (1994 VI) (1995 VI) (1996 VI) (2000 VI) (2001 VI) (2005 VI) (2009 VI) (2012 VI) (2013 VI) (2018 VI) (2024 VI) |